# UAZ 31512
UAZ 31512 – samochód terenowy produkowany przez Uljanowskij Awtomobilny Zawod w Uljanowsku (Rosja), następca legendarnego UAZ-a 469B, od którego różnił się głównie wyposażeniem wnętrza (zmodernizowana tablica wskaźników, lepsze fotele) i lepszą jakością montażu.
Masowej produkcji modelu 31512 zaprzestano w roku 2004. Do 2007 roku produkowany był w niewielkiej liczbie, ostatecznie wyparty z produkcji po prezentacji modelu Hunter Classic.